# Kuciuhurî, Koriukivka
Kuciuhurî (în ucraineană Кучугури) este un sat în așezarea urbană Holmî din raionul Koriukivka, regiunea Cernihiv, Ucraina.

## Demografie
Componența lingvistică a localității Kuciuhurî
     Ucraineană (100%)
Conform recensământului din 2001, toată populația localității Kuciuhurî era vorbitoare de ucraineană (100%).